# Lorraine B. Palardy
Pour les articles homonymes, voir Palardy.
Lorraine Palardy est une galeriste québécoise.
Elle a fondé Les Impatients, un organisme venant en aide aux personnes aux prises avec des problèmes de santé mentale.  

## Honneurs
- 2007 - Chevalier de l'Ordre national du Québec